# Бурко Демид Григорович
Деми́д Григо́рович Бурко́ (Бурко-Корецький) (29 серпня 1894, Пирогів Вінницького повіту Подільської губернії, нині Тиврівський район, Вінницька область — 9 червня 1988, Штутгарт) — український педагог, поет (псевдонім Данило Святогірський), публіцист, церковний діяч.

## Життєпис

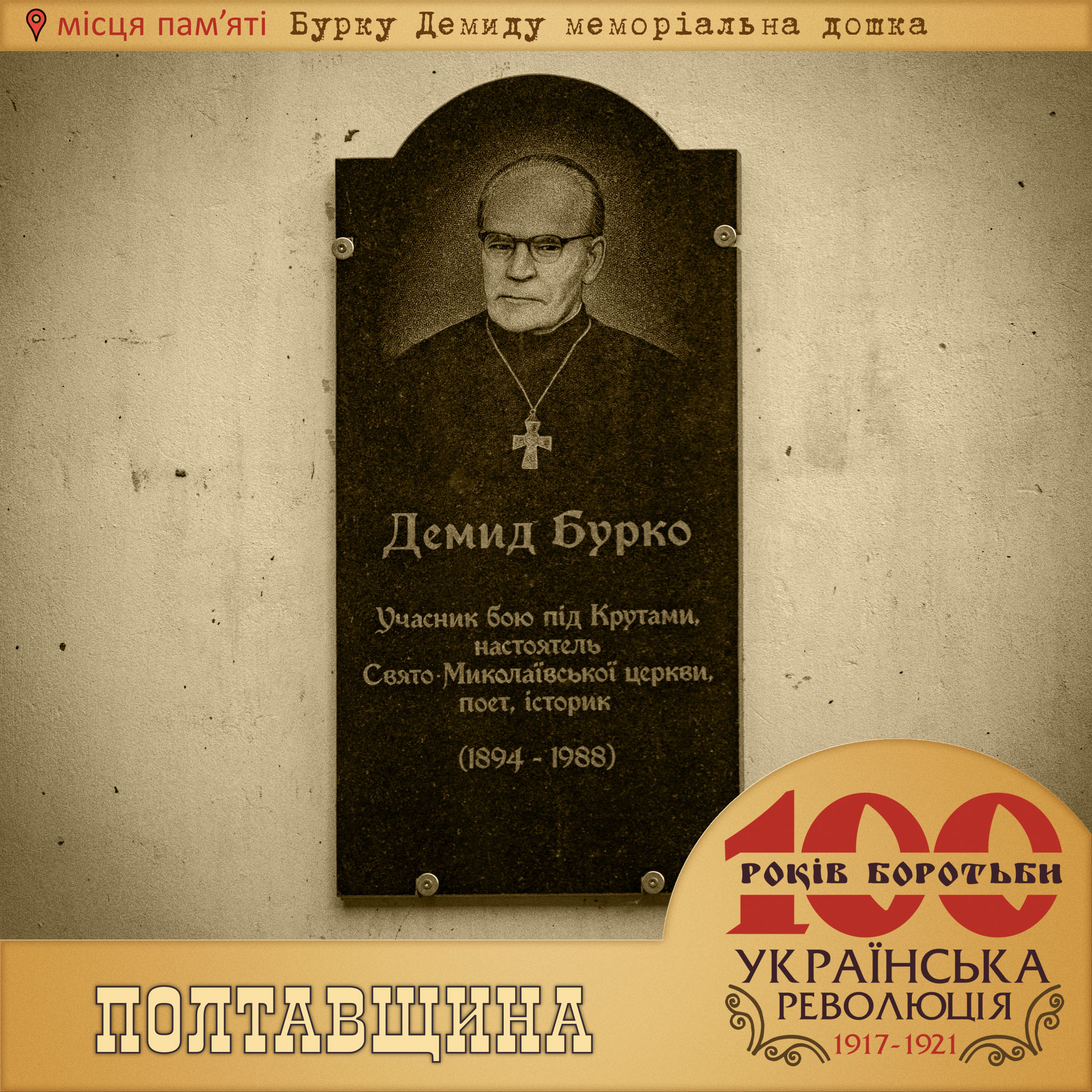
Бурку Демиду меморіальна дошка

Походить з селянської родини. 1909 року закінчив Сутиську учительську школу, в 1913 — Вінницьку церковно-учительську школи. Працює в школі; у березні 1915 року мобілізований до імператорського війська. Закінчив школу прапорщиків у Вільнюсі, воював на Західному фронті.
1917 року прапорщик Бурко бере участь у Всеукраїнському військовому з'їзді в Києві.
Працює референтом у Генеральному секретаріаті з військових справ, тоді ж співпрацює зі Всеукраїнською церковною радою.
Січнем 1918 року Демид Бурко бере участь у бою під Крутами; через багато років напише вірш-спогад «На вічну пам'ять мученикам».
Після захоплення Києва більшовиками переїздить до Кам'янця-Подільського, там вступає на історико-філологічний факультет Камянецького університету.
Починається радянсько-польська війна, в травні Бурко вступає до українського війська — Волинська дивізія.
Восени 1920 з відступаючою Армією УНР опиняється в Польщі. Вже 1921 року повертається на Батьківщину; при переході кордону заарештований, перебував у Вінницькому концтаборі.
У лютому 1922 року звільнений з ув'язнення завдяки амністії. Закінчує Кам'янецький інститут народної освіти, вчителює у школах Вінниччини та Київщини.
1931 року через гоніння пішов з школи, працює інструктором споживчої кооперації.
1935 року заарештований вдруге, йому вдається втекти, переховується під чужим ім'ям.
Під час Другої світової війни Бурко в Полтаві. З жовтня 1941 — секретар Полтавського єпархіального управління УАПЦ.
12 травня 1942 року митрополитом Феофілом (Булдовським) висвячений на священика у Покровському соборі міста Харкова.
До осені 1943 року очолює полтавську Свято-Миколаївську церкву. З дружиною був одним із організаторів Полтавського Українського Червоного Хреста.
В часі перебування у Полтаві працює на літературній ниві — в місцевій пресі друкує вірші та статті мистецько-культурного напряму.
Восени 1943 року отець Демид брав участь у похороні 500 жертв більшовицького режиму у Вінниці, під час панахиди він виступив із промовою, зокрема зазначив: «Нехай на їхніх могилах виростуть квіти кращого майбутнього».
З осені 1943 перебуває на еміграції в Німеччині.
В 1940-х роках очолював Миколаївську парафію в таборах для неповерненців.
В серпні 1947 бере участь в Ашаффенбурзькому соборі, на якому оформилася УАПЦ (соборноправна), згодом від неї відійшов.
Був настоятелем парафій в Інгольштадті, Карлсруе, Людвігсбурзі, Новому Ульмі, духовним опікуном православних українців старечого будинку в Дорнштадті.
У грудні 1956 року входить до Вищого церковного управління УАПЦ.
З 1969 по 1973 рік виконував обов'язки голови Вищого церковного управління при митрополиті Никанорі (Абрамовичі).
1973 роком був обраний Ради Митрополії УАПЦ. Разом з цим не переставав друкуватися у різних церковних часописах — «Рідна церква», дописував в газети «Українські вісті» та «Нові дні».
Головною працею його стала збірка нарисів «Українська автокефальна православна церква — вічне джерело життя» — 1988, Баунд-Брук, США.
Написав низку спогадів про визначних діячів УАПЦ (серед них митрополити В.Липківський, М.Борецький та І.Павловський, архієпископи С.Орлик, К.Кротевич, П.Левицький, священики К.Стеценко та М.Чехівський і миряни В.Біднов, М.Леонтович, М.Макаренко та Д.Щербаківський). Спогади містять багато подробиць із життя київських та провінційних парафій у 1930-ті рр., відтворюють картину більшовицьких переслідувань Церкви.

Помер отець Демид Бурко у Штутгарті, де довгий час був настоятелем церкви Святого Духа. Похований на штутґартському цвинтарі Праг (англ. Prague Cemetery).
Дещо з надрукованого:
- «Митрополит Петро Могила», «Рідна церква», Карлсруе, 1956,
- «Як зруйнували Михайлівський монастир» — «Календар-альнанах на 1957 р.», Буенос-Айрес, «Відродження»,
- «Руїни, руїни…» — «Церква і життя», 1990

## Вшанування пам'яті
- У Полтаві відкрито меморіальну дошку до 102-ї річниці Дня пам'яті полеглих в битві під Крутами на фасаді Свято-Миколаївському храму.
- У багатьох містах України є Вулиця Героїв Крут, до яких належить і Демид Бурко.